# UFC Fight Night: Hernandez vs. Pereira
UFC Fight Night: Hernandez vs. Pereira (conosciuto anche come UFC Fight Night 245, UFC on ESPN + 103 oppure UFC Vegas 99) è stato un evento di arti marziali miste tenuto dalla Ultimate Fighting Championship il 19 ottobre 2024 all'UFC Apex di Las Vegas, negli Stati Uniti.

## Risultati
|                  | Divisione             |                    |                 |                   | Metodo                                  | Round           | Tempo           | Premio          |
| Card Principale  | Card Principale       | Card Principale    | Card Principale | Card Principale   | Card Principale                         | Card Principale | Card Principale | Card Principale |
| ---------------- | --------------------- | ------------------ | --------------- | ----------------- | --------------------------------------- | --------------- | --------------- | --------------- |
|                  | Pesi medi             | Anthony Hernandez  | batte           | Michel Pereira    | KO tecnico (gomitate)                   | 5               | 2:22            | POTN            |
|                  | Pesi gallo            | Rob Font           | batte           | Kyler Phillips    | Decisione unanime (29–28, 29–28, 29–28) | 3               | 5:00            |                 |
|                  | Pesi mosca            | Charles Johnson    | batte           | Su Mudaerji       | Decisione unanime (29–28, 29–28, 29–28) | 3               | 5:00            |                 |
|                  | Pesi gallo            | Cameron Smotherman | batte           | Jake Hadley       | Decisione unanime (30–26, 29–27, 29–27) | 3               | 5:00            |                 |
|                  | Pesi piuma            | Darren Elkins      | batte           | Daniel Pineda     | Decisione unanime (29–28, 29–28, 29–28) | 3               | 5:00            | FOTN            |
| Card Preliminare |                       |                    |                 |                   |                                         |                 |                 |                 |
|                  | Pesi mosca            | Asu Almabayev      | batte           | Matheus Nicolau   | Decisione unanime (29–28, 29–28, 29–28) | 3               | 5:00            |                 |
|                  | Pesi gallo            | Jean Matsumoto     | batte           | Brad Katona       | Decisione unanime (29–28, 29–28, 29–28) | 3               | 5:00            |                 |
|                  | Catchweight (139 lbs) | Joselyne Edwards   | batte           | Tamires Vidal     | Sottomissione (face crank)              | 3               | 4:33            |                 |
|                  | Pesi paglia femminili | Elise Reed         | batte           | Jessica Penne     | Decisione unanime (29–28, 29–28, 29–28) | 3               | 5:00            |                 |
|                  | Pesi paglia femminili | Melissa Martinez   | batte           | Alice Ardelean    | Decisione unanime (30–27, 30–27, 30–27) | 3               | 5:00            |                 |
|                  | Pesi massimi          | Austen Lane        | batte           | Robelis Despaigne | Decisione unanime (29–28, 29–28, 29–28) | 3               | 5:00            |                 |

## Premi
I lottatori premiati ricevettero un bonus di 50.000 dollari.
Legenda:
- FOTN: Fight of the Night (vengono premiati entrambi gli atleti per il miglior incontro dell'evento)
- POTN: Performance of the Night (viene premiato il vincitore per la migliore performance dell'evento)